# Crataegus phippsii
Crataegus phippsii är en rosväxtart som beskrevs av R. J. O'kennon. Crataegus phippsii ingår i Hagtornssläktet som ingår i familjen rosväxter. Inga underarter finns listade i Catalogue of Life.